# Tennis Channel Open 1998 - Qualificazioni singolare
Le qualificazioni del singolare  del Tennis Channel Open 1998 sono state un torneo preliminare per accedere alla fase finale della manifestazione. I vincitori dell'ultimo turno sono entrati di diritto nel tabellone principale. In caso di ritiro di uno o più giocatori aventi diritto a questi sono subentrati i lucky loser, ossia i giocatori che hanno perso nell'ultimo turno ma che avevano una classifica più alta rispetto agli altri partecipanti che avevano comunque perso nel turno finale.
Le qualificazioni del torneo Tennis Channel Open 1998 prevedevano 32 partecipanti di cui 4 sono entrati nel tabellone principale.

## Teste di serie
1. Byron Black (secondo turno)
2. Juan-Albert Viloca-Puig (secondo turno)
3. Scott Draper (ultimo turno)
4. Wayne Black (primo turno)

1. Oliver Gross (secondo turno)
2. Franco Squillari (Qualificato)
3. Sandon Stolle (primo turno)
4. Alex O'Brien (primo turno)

## Qualificati
1. Michael Joyce
2. Jan-Michael Gambill

1. Franco Squillari
2. Ramón Delgado

## Tabellone

### Legenda
| - Q = Qualificato - WC = Wild card - LL = Lucky loser | - ALT = Alternate - SE = Special Exempt - PR = Protected Ranking | - w/o = Walkover - r = Ritirato - d = Squalificato |

### Sezione 1
|  | Primo turno            | Primo turno            | Primo turno            | Primo turno | Primo turno |  |  | Secondo turno        | Secondo turno          | Secondo turno          | Secondo turno | Secondo turno |   |   | Ultimo turno           | Ultimo turno           | Ultimo turno           | Ultimo turno | Ultimo turno |  |
|  |                        |                        |                        |             |             |  |  |                      |                        |                        |               |               |   |   |                        |                        |                        |              |              |  |
|  | 1                      | Byron Black            | Byron Black            | 6           | 6           |  |  |                      |                        |                        |               |               |   |   |                        |                        |                        |              |              |  |
|  |                        | Michael Tebbutt        | Michael Tebbutt        | 2           | 2           |  |  | 1                    | Byron Black            | Byron Black            | 6             | 4             |   |   |                        |                        |                        |              |              |  |
|  | Emilio Benfele Álvarez | Emilio Benfele Álvarez | Emilio Benfele Álvarez | 6           | 6           |  |  |                      | Emilio Benfele Álvarez | Emilio Benfele Álvarez | 7             | 6             |   |   |                        |                        |                        |              |              |  |
|  | Nicolás Massú          | Nicolás Massú          | Nicolás Massú          | 1           | 2           |  |  |                      |                        |                        |               |               |   |   | Emilio Benfele Álvarez | Emilio Benfele Álvarez | Emilio Benfele Álvarez | 6            | 4            |  |
|  | Sébastien de Chaunac   | Sébastien de Chaunac   | Sébastien de Chaunac   | 7           | 6           |  |  |                      |                        | Michael Joyce          | Michael Joyce | Michael Joyce | 7 | 6 |                        |                        |                        |              |              |  |
|  | Xavier Malisse         | Xavier Malisse         | Xavier Malisse         | 6           | 4           |  |  | Sébastien de Chaunac | Sébastien de Chaunac   | Sébastien de Chaunac   | 4             | 3             |   |   |                        |                        |                        |              |              |  |
|  |                        | Michael Joyce          | Michael Joyce          | 7           | 6           |  |  | Michael Joyce        | Michael Joyce          | Michael Joyce          | 6             | 6             |   |   |                        |                        |                        |              |              |  |
|  | 7                      | Sandon Stolle          | Sandon Stolle          | 5           | 3           |  |  |                      |                        |                        |               |               |   |   |                        |                        |                        |              |              |  |

### Sezione 2
|  | Primo turno         | Primo turno             | Primo turno             | Primo turno | Primo turno |  |  | Secondo turno | Secondo turno           | Secondo turno           | Secondo turno | Secondo turno |   |   | Ultimo turno        | Ultimo turno        | Ultimo turno        | Ultimo turno | Ultimo turno |  |
|  |                     |                         |                         |             |             |  |  |               |                         |                         |               |               |   |   |                     |                     |                     |              |              |  |
|  | 2                   | Juan-Albert Viloca-Puig | Juan-Albert Viloca-Puig | 6           | 6           |  |  |               |                         |                         |               |               |   |   |                     |                     |                     |              |              |  |
|  |                     | Jeff Salzenstein        | Jeff Salzenstein        | 4           | 2           |  |  | 2             | Juan-Albert Viloca-Puig | Juan-Albert Viloca-Puig | 1             | 3             |   |   |                     |                     |                     |              |              |  |
|  | Jan-Michael Gambill | Jan-Michael Gambill     | 6                       | 1           | 7           |  |  |               | Jan-Michael Gambill     | Jan-Michael Gambill     | 6             | 6             |   |   |                     |                     |                     |              |              |  |
|  | Roberto Jabali      | Roberto Jabali          | 3                       | 6           | 5           |  |  |               |                         |                         |               |               |   |   | Jan-Michael Gambill | Jan-Michael Gambill | Jan-Michael Gambill | 7            | 7            |  |
|  | David Sánchez       | David Sánchez           | 7                       | 1           | 6           |  |  |               |                         | David Sánchez           | David Sánchez | David Sánchez | 6 | 6 |                     |                     |                     |              |              |  |
|  | Marat Safin         | Marat Safin             | 6                       | 6           | 4           |  |  | David Sánchez | David Sánchez           | David Sánchez           | 6             | 6             |   |   |                     |                     |                     |              |              |  |
|  |                     | David Wheaton           | David Wheaton           | 6           | 6           |  |  | David Wheaton | David Wheaton           | David Wheaton           | 3             | 2             |   |   |                     |                     |                     |              |              |  |
|  | 8                   | Alex O'Brien            | Alex O'Brien            | 3           | 4           |  |  |               |                         |                         |               |               |   |   |                     |                     |                     |              |              |  |

### Sezione 3
|  | Primo turno             | Primo turno             | Primo turno             | Primo turno | Primo turno |  |  | Secondo turno | Secondo turno           | Secondo turno | Secondo turno    | Secondo turno    |   |   | Ultimo turno | Ultimo turno | Ultimo turno | Ultimo turno | Ultimo turno |  |
|  |                         |                         |                         |             |             |  |  |               |                         |               |                  |                  |   |   |              |              |              |              |              |  |
|  | 3                       | Scott Draper            | Scott Draper            | 6           | 6           |  |  |               |                         |               |                  |                  |   |   |              |              |              |              |              |  |
|  |                         | Jan Frode Andersen      | Jan Frode Andersen      | 2           | 4           |  |  | 3             | Scott Draper            | Scott Draper  | 6                | 6                |   |   |              |              |              |              |              |  |
|  | Daniel Elsner           | Daniel Elsner           | Daniel Elsner           | 6           | 7           |  |  |               | Daniel Elsner           | Daniel Elsner | 0                | 4                |   |   |              |              |              |              |              |  |
|  | Jaime Oncins            | Jaime Oncins            | Jaime Oncins            | 4           | 5           |  |  |               |                         |               |                  |                  |   |   | 3            | Scott Draper | Scott Draper | 4            | 4            |  |
|  | Joaquín Muñoz Hernández | Joaquín Muñoz Hernández | Joaquín Muñoz Hernández | 6           | 6           |  |  |               |                         | 6             | Franco Squillari | Franco Squillari | 6 | 6 |              |              |              |              |              |  |
|  | Gabriel Silberstein     | Gabriel Silberstein     | Gabriel Silberstein     | 2           | 0           |  |  |               | Joaquín Muñoz Hernández | 3             | 6                | 6                |   |   |              |              |              |              |              |  |
|  | 6                       | Franco Squillari        | 7                       | 6           | 7           |  |  | 6             | Franco Squillari        | 6             | 3                | 7                |   |   |              |              |              |              |              |  |
|  |                         | Marcello Craca          | 6                       | 7           | 5           |  |  |               |                         |               |                  |                  |   |   |              |              |              |              |              |  |

### Sezione 4
|  | Primo turno     | Primo turno     | Primo turno     | Primo turno | Primo turno |  |  | Secondo turno  | Secondo turno  | Secondo turno  | Secondo turno | Secondo turno |   |   | Ultimo turno | Ultimo turno | Ultimo turno | Ultimo turno | Ultimo turno |  |
|  |                 |                 |                 |             |             |  |  |                |                |                |               |               |   |   |              |              |              |              |              |  |
|  |                 | David Witt      | 6               | 6           | 6           |  |  |                |                |                |               |               |   |   |              |              |              |              |              |  |
|  | 4               | Wayne Black     | 4               | 7           | 2           |  |  | David Witt     | David Witt     | David Witt     | 6             | 7             |   |   |              |              |              |              |              |  |
|  | Lleyton Hewitt  | Lleyton Hewitt  | Lleyton Hewitt  | 6           | 6           |  |  | Lleyton Hewitt | Lleyton Hewitt | Lleyton Hewitt | 4             | 6             |   |   |              |              |              |              |              |  |
|  | Guillermo Cañas | Guillermo Cañas | Guillermo Cañas | 4           | 2           |  |  |                |                |                |               |               |   |   | David Witt   | David Witt   | David Witt   | 1            | 6            |  |
|  | Ramón Delgado   | Ramón Delgado   | Ramón Delgado   | 6           | 6           |  |  |                |                | Ramón Delgado  | Ramón Delgado | Ramón Delgado | 6 | 7 |              |              |              |              |              |  |
|  | Chase Exon      | Chase Exon      | Chase Exon      | 3           | 4           |  |  |                | Ramón Delgado  | Ramón Delgado  | 6             | 6             |   |   |              |              |              |              |              |  |
|  | 5               | Oliver Gross    | Oliver Gross    | 6           | 6           |  |  | 5              | Oliver Gross   | Oliver Gross   | 3             | 3             |   |   |              |              |              |              |              |  |
|  |                 | Wade McGuire    | Wade McGuire    | 2           | 3           |  |  |                |                |                |               |               |   |   |              |              |              |              |              |  |